# سیارک ۲۳۲۱۸
سیارک ۲۳۲۱۸ (به انگلیسی: 23218 Puttachi، نامگذاری:2000VN23) بیست و سه هزار و دویست و هجدهمین سیارک کشف شده‌است که در ۱ نوامبر ۲۰۰۰ کشف شد.
قدر مطلق سیارک برابر ۱۵.۵ است.